# Schwebebahn Dresden
La Schwebebahn Dresden (en français : "monorail suspendu de Dresde") est l'un des plus anciens chemins de fer suspendus. Ce funiculaire monorail est situé dans la banlieue de Dresde, Allemagne, entre les quartiers de Loschwitz et Oberloschwitz.
La Schwebebahn Dresden est l'un des deux funiculaires de Dresde, l'autre étant un funiculaire conventionnel, la Standseilbahn Dresden. Les deux lignes sont exploitées par la Dresdner Verkehrsbetriebe AG.

## Histoire
Ce monorail suspendu a été imaginé par Eugen Langen, qui avait conçu un peu plus tôt le monorail de Wuppertal. La Schwebebahn de Dresde a été inaugurée le 6 mai 1901.
La Schwebebahn Dresden n'a pas été endommagée pendant la Seconde Guerre mondiale, mais a été mise hors service de 1984 à 1992 pour être rénovée.

## Caractéristiques techniques
La ligne, longue de 274 mètres, est supportée par 33 pylônes en acier.
- longueur : 274 mètres ;
- dénivelé : 84 mètres ;
- rampe maximum : 39,2 % ;
- nombre de cabines : 2 ;
- capacité : 40 passagers par cabine ;
- configuration : double voie suspendue (monorail) ;
- vitesse maximum : 1,6 mètre par seconde ;
- traction : électrique.

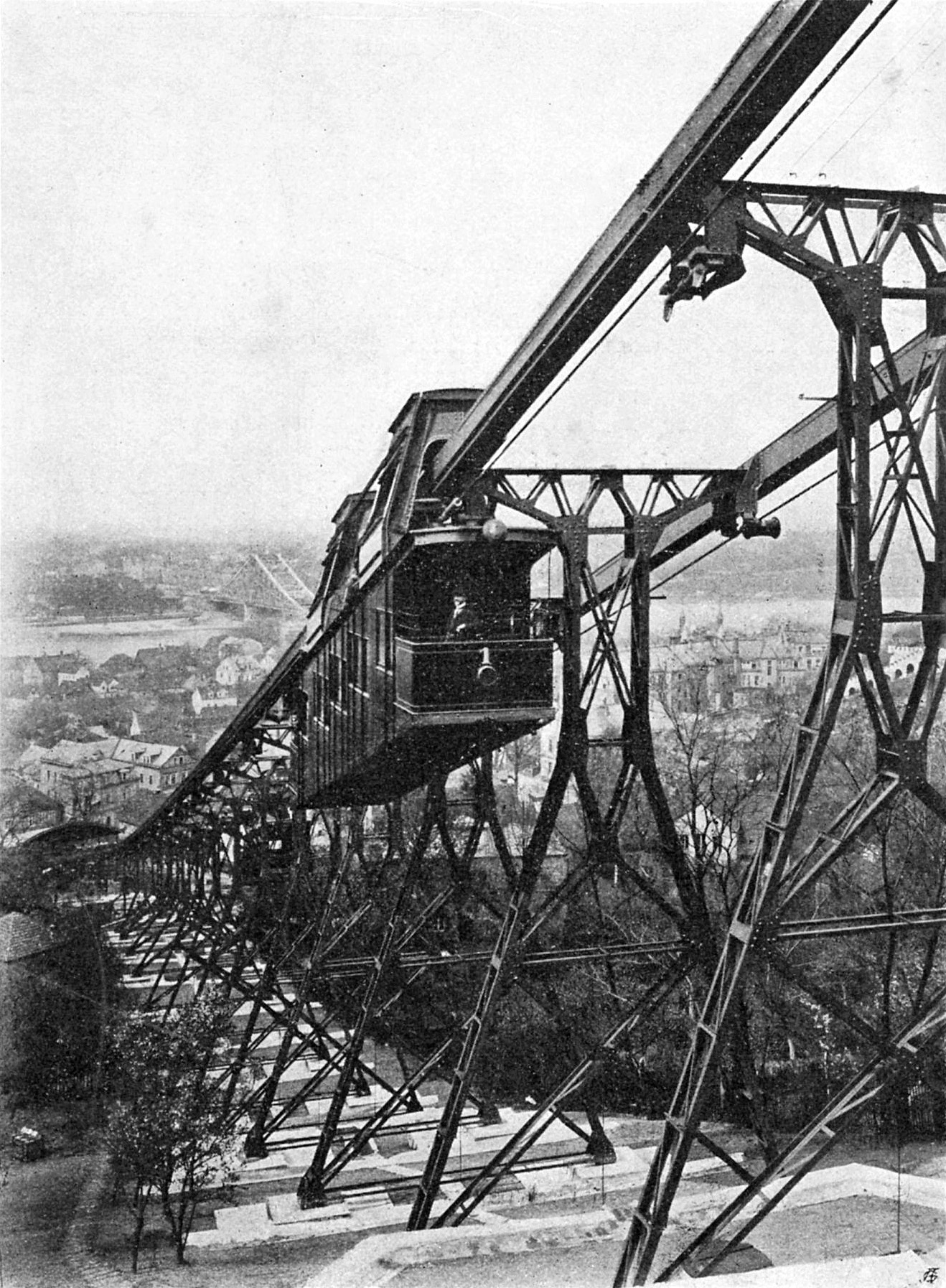
Photographie ancienne, vers 1902.
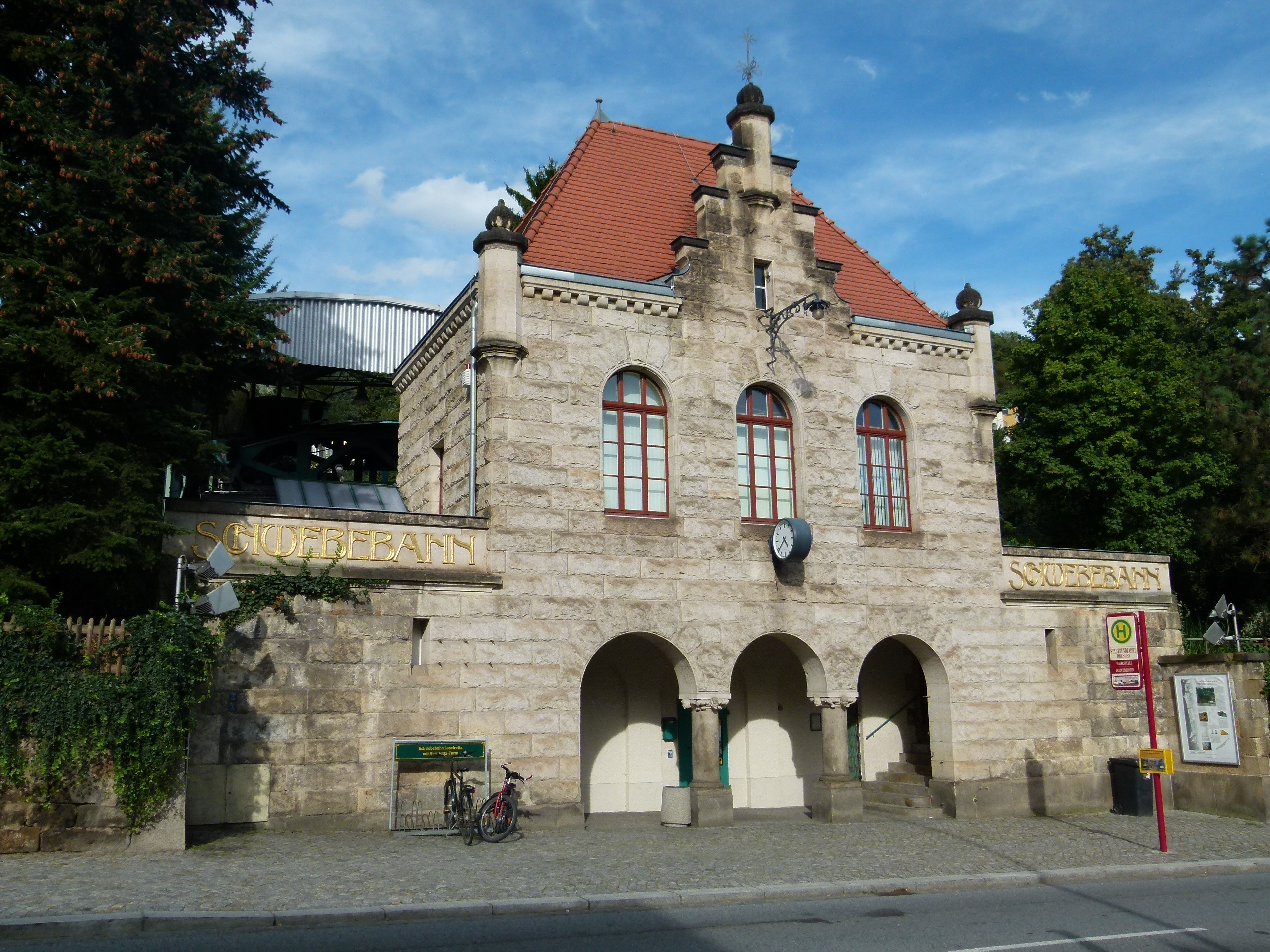
Station basse
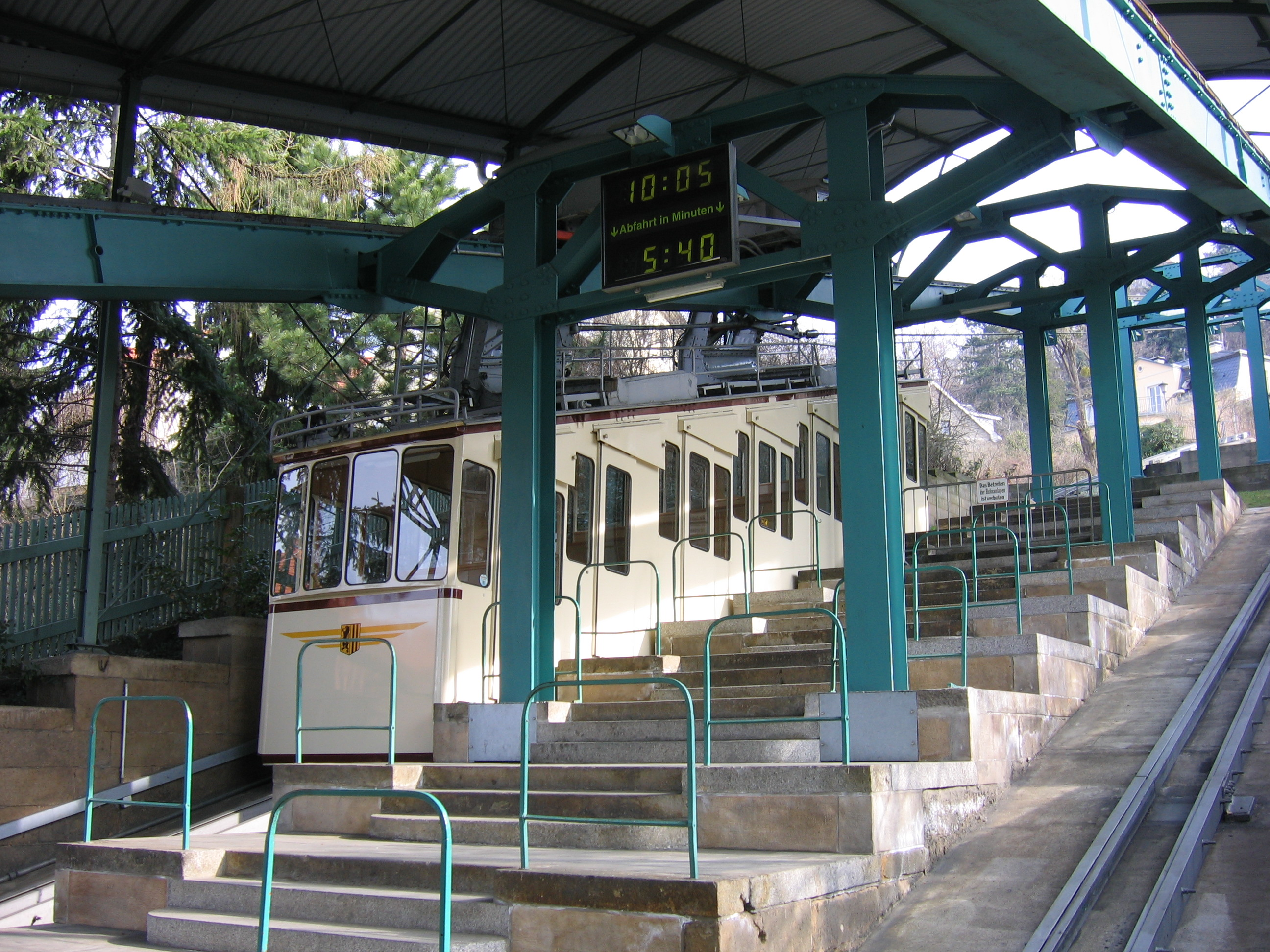
Quais de la station basse
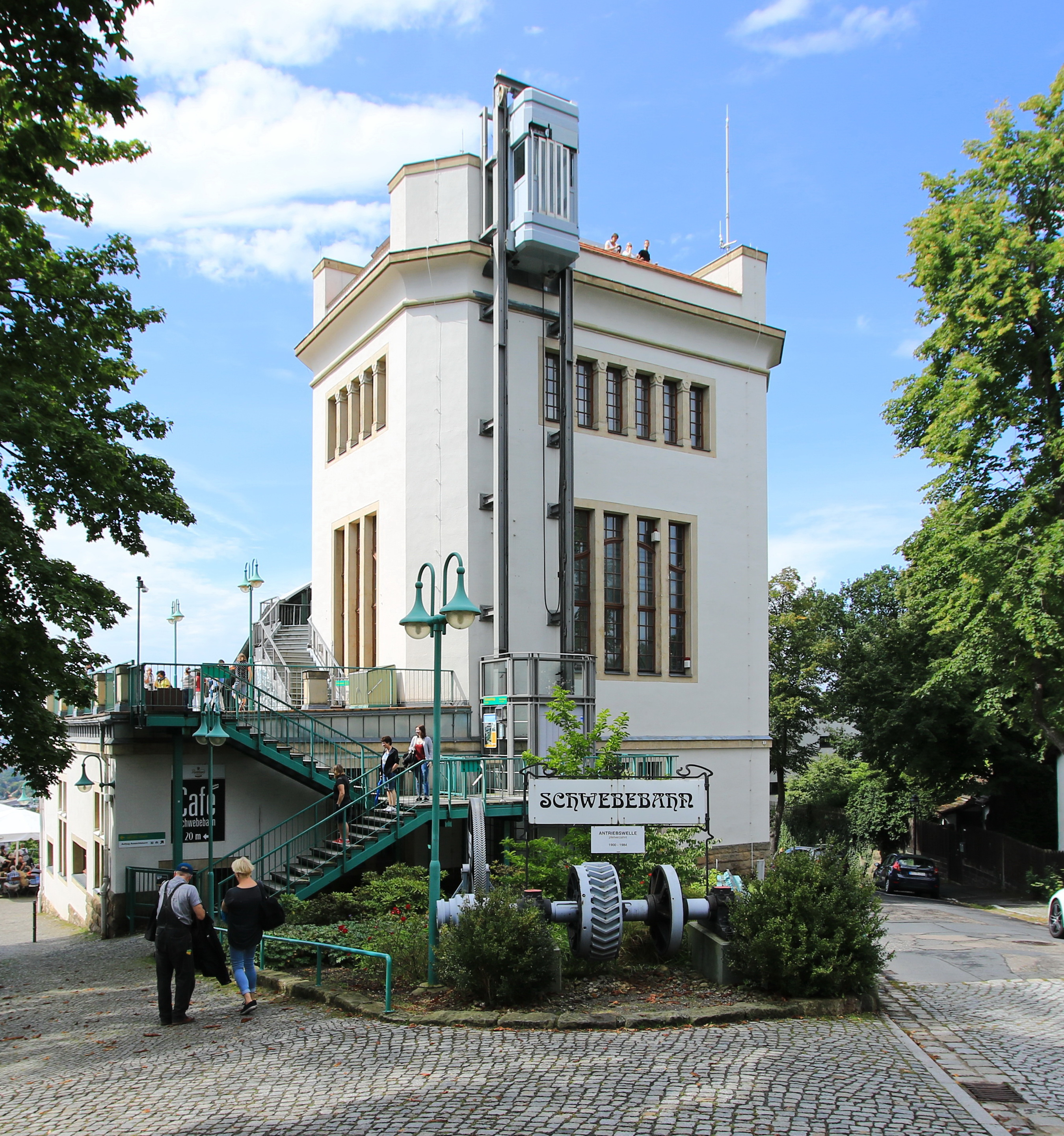
Station haute et plate-forme d’observation.
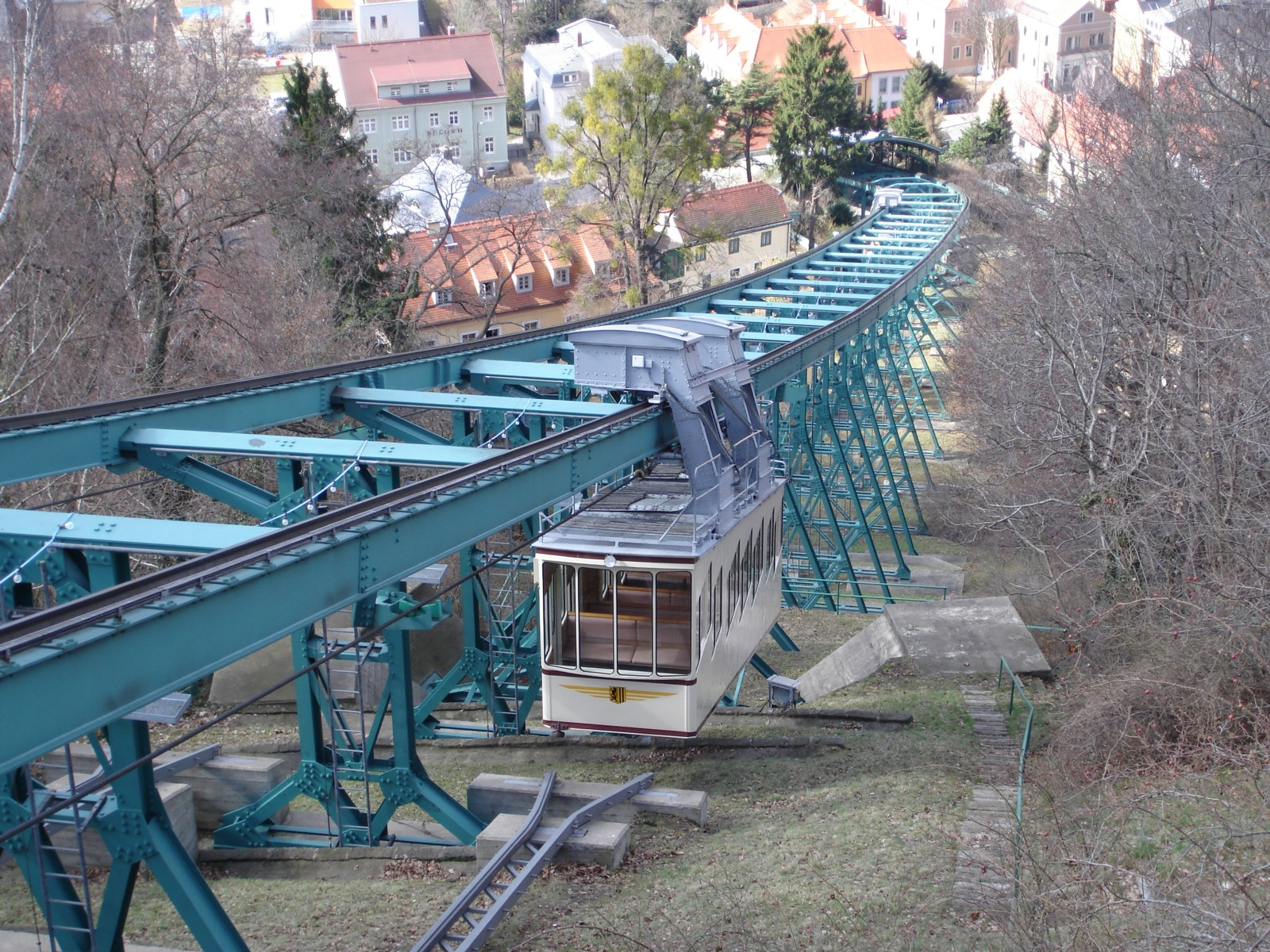
Vue de l’ensemble du parcours